# 202-CoV
202-CoV je kandidat za vakcinu protiv kovida 19 koju je razvio Shanghai Zerun Biotechnologi Co., Ltd., Valvak Biotech.

## Spoljašnje veze
|  | Molimo Vas, obratite pažnju na važno upozorenje u vezi sa temama iz oblasti medicine (zdravlja). |